# 土登才旺
土登才旺（藏語：ཐུབ་བསྟན་ཚེ་དབང་，威利转写：thub bstan tshe dbang，1947年2月—），男，藏族，西藏那曲人，中华人民共和国政治人物，曾任西藏自治区人民政府常务副主席，西藏自治区人大常委会副主任，第七届全国人大代表。